# Opadają mi ręce
Opadają mi ręce – wydany w 1980 roku singel polskiej wokalistki Krystyny Prońko. 
Wydawnictwo, w skład którego wchodził ten singiel, składało się z dwóch małych płyt. Na okładce napisano jedynie nazwisko wykonawczyni: Krystyna Prońko. Na stronie A pierwszej płyty nagrana została piosenka „Opadają mi ręce”, którą skomponowała sama wokalistka do słów Asji Łamtiuginy. Piosenkę tę wykonywała Krystyna Prońko podczas koncertu Premiery na Festiwalu Piosenki Polskiej w Opolu w 1981. Na stronie B znalazła się wspólna kompozycja rodzeństwa Krystyny i Piotra Prońko „Nasza prywatna wyspa”, ze słowami Grzegorza Walczaka. Drugi singiel to: Skok na bank / Kto dał nam deszcz.
Winylowy, 7. calowy singel odtwarzany z prędkością 45 obr./min. wydany został w 1980 przez firmę Tonpress (S 397).

## Muzycy
- Krystyna Prońko – śpiew
- zespół muzyczny

## Lista utworów
Strona A
1. „Opadają mi ręce” (muz. K. Prońko, sł. A. Łamtiugina) 4:50

Strona B
1. „Nasza prywatna wyspa” (muz. K. Prońko, P. Prońko, sł. G. Walczak) 3:05

## Informacje uzupełniające
- Projekt graficzny okładki – Wojciech Grzymała
- Zdjęcia – Andrzej Karczewski